# Isachne pallens
Isachne pallens är en gräsart som beskrevs av Friedrich Hermann Gustav Hildebrand. Isachne pallens ingår i släktet Isachne och familjen gräs. Inga underarter finns listade i Catalogue of Life.